# UFC Fight Night: Jędrzejczyk vs. Penne
UFC Fight Night: Jędrzejczyk vs. Penne foi um evento de artes marciais mistas promovido pelo Ultimate Fighting Championship, ocorrido em 20 de junho de 2015 no O2 World em Berlim.

## Background
O evento principal seria a luta entre os meio pesados entre os ex-desafiantes Alexander Gustafsson e Glover Teixeira. No entanto, em 1 de Maio, Gustafsson se retirou da luta, e Teixeira também foi removido do card. A luta principal agora será a luta pelo Cinturão Peso Palha Feminino do UFC entre a atual campeã Joanna Jedrzejczyk e a desafiante Jessica Penne.
Diego Rivas era esperado para enfrentar Makwan Amirkhani no evento. No entanto, pouco tempo após a luta ser anunciada Rivas foi tirado dela por motivos desconhecidos e foi substituído por Masio Fullen.
Uma luta entre Sérgio Moraes e Peter Sobotta era esperado para se enfrentarem no UFC Fight Night: Gonzaga vs. Cro Cop 2, porém Sobotta e foi substituído. A luta então foi remarcada e era esperada para acontecer nesse evento. No entanto, uma lesão tirou Moraes do evento e ele foi substituído pelo estreante Steve Kennedy.
Uma luta de meio pesados entre Nikita Krylov e Marcos Rogério de Lima foi brevemente ligada ao evento. No entanto, o evento foi movido para acontecer no The Ultimate Fighter: Brasil 4 Finale.
Derek Brunson era esperado para enfrentar Krzysztof Jotko no evento. No entanto, Brunson se retirou da luta em 9 de Junho citando uma lesão na costela e foi substituído por Uriah Hall.

## Card Oficial
1 Pelo Cinturão Peso Palha Feminino do UFC.

## Bônus da Noite
- Luta da Noite:  Joanna Jędrzejczyk vs.  Jessica Penne
- Performance da Noite:  Mairbek Taisumov e  Arnold Allen